# Maggy Garrisson
Maggy Garrisson est une série de bande dessinée française scénarisée par Lewis Trondheim et dessinée par Stéphane Oiry, prépubliée dans Spirou et publiée depuis 2014 par Dupuis.
La sortie du tome 3 marque la fin du premier cycle.

## Albums
1. Fais un sourire, Maggy, 7 mars 2014  (ISBN 978-2-8001-6078-8)
2. L'homme qui est entré dans mon lit, 24 avril 2015  (ISBN 978-2-8001-6323-9)
3. Je ne voulais pas que ça finisse comme ça, 26 août 2016  (ISBN 978-2-8001-6398-7)
  - Tome 3 également publié en édition limitée à 500 exemplaires  (ISBN 978-2-8001-6398-7)

## Accueil critique
Pour le site spécialisé 9eart, « l'ensemble est vraiment convaincant, et ce premier tome (qui est une histoire complète) se lit avec beaucoup de plaisir. C'est drôle, prenant, et efficace. On s'attache à l'héroïne, étrangement charismatique tant elle est 'comme tout le monde' ». Pour Les Inrockuptibles, qui classe le troisième volume à la cinquième place des meilleures bandes dessinées de l'année 2016, « en trois albums, l'héroïne créée par Trondheim et Oiry est devenue complexe. Maggy doute, se laisse aller à la tristesse. Alors que son humour est toujours aussi acerbe, le récit est devenu moins ironique, plus profond – comme si les auteurs s'attachaient de plus en plus à leur création ».